# NJ Ayuk
Pour les articles homonymes, voir NJ.
Ayuk NJ, né le 11 février 1982 au Cameroun est un avocat, entrepreneur et écrivain camerounais,,.
Ayuk est le fondateur et le président-directeur général (PDG) du Centurion Law Group, une société panafricaine de droit des sociétés. Il est le président exécutif de la Chambre africaine de l'énergie (en),,.

## Biographie
Ayuk est né au Cameroun. Il a étudié à l'Université du Maryland College Park et a obtenu un doctorat en jurisprudence du William Mitchell College of Law aux États-Unis. Il est également titulaire d'une maîtrise en administration des affaires (MBA) de l'Institut de technologie de New York,,.

### Enfance, éducation et débuts
NJ est diplômé de l'université du Maryland College Park et a obtenu un Juris Doctor du William Mitchell College of Law et un MBA de l'Institut de technologie de New York.

### Carrière
NJ Ayuk fonde Centurion Law Group, une société panafricaine de droit des sociétés, présente en Afrique du Sud, en Guinée Equatoriale, au Ghana, Camerou et à Maurice. Il est fondateur et président exécutif de la Chambre africaine de l'énergie. 
Désigné par le World Economic Forum et le African Shaper comme figure importante en Afrique, Forbes le classe dans le Top 10 des hommes les plus influents en Afrique en 2015.
Négociant dans les secteurs du pétrole et de l’électricité, NJ assiste les jeunes avocats africains à se bâtir une carrière d'entrepreneur. Il a accompagné la Guinée Equatoriale dans son processus d'adhésion à l'OPEP. Il soutien ouvertement l'initiative de l'Afreximbank et l'Organisation des producteurs de pétrole africains pour la création de la Banque africaine de l'énergie,.

## Œuvres
Ayuk NJ est auteur de plusieurs ouvrages,.
- Billions at Play[18]
- The Future of African Energy
- Doing Deals

Il est co-auteur de 
- Big Barrels: African Oil[13]
- Gas and the Quest for Prosperity